# Nicolò Picasso
Nicolò Picasso (Genova, 1725 circa – post 1806) è stato un organaro italiano.
Fu un allievo e lavorante di Filippo Piccaluga. Fin dal 1743 risulta aggregato al nucleo familiare del suo datore di lavoro, che seguì nei diversi cambi di residenza; inoltre fu il suo diretto continuatore avendone probabilmente rilevato la bottega alla morte di Lorenzo Musante nel 1780. Difatti Nicolò Picasso risulta attivo come organaro indipendente proprio a partire da quell'anno e fino al 1806, dopodiché non si hanno più sue notizie.

## Opere
- 1780 Santa Giulia di Centaura di Lavagna (Genova), Parrocchiale: organo nuovo.
- 1792 Genova, Cattedrale S. Lorenzo: restauro.
- 1794 Finalborgo di Finale Ligure (Savona), Oratorio dei Disciplinati: organo nuovo.
- 1794 Savona, Cattedrale: riparazioni e manutenzione dell'organo Piccaluga 1767.
- 1799 Quiliano (Savona), Parrocchiale: riparazioni.
- 1801 San Bernardo in Valle di Savona, Parrocchiale: riparazioni.
- 1806 Finale Ligure (Savona), Parrocchiale S. Giovanni Battista: riparazioni.